# 施泰因費爾德畔施瓦察
施泰因費爾德畔施瓦察是奥地利下奥地利州诺因基兴县的一个市镇。总面积9.75平方公里，总人口1843人，人口密度189.0人/平方公里（2005年）。